# Classe Oliver Hazard Perry

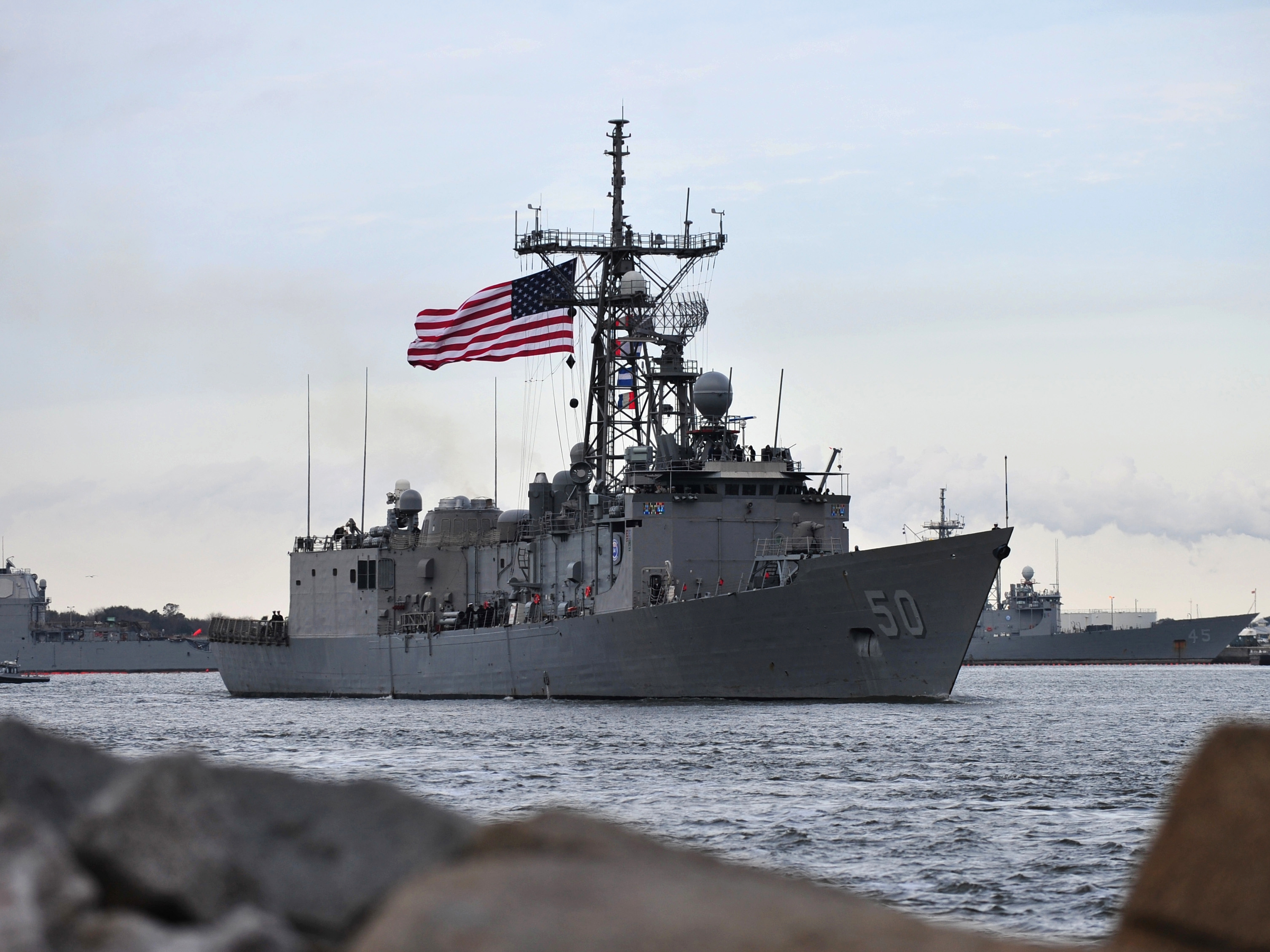
O USS Taylor, em janeiro de 2014

A Classe Oliver Hazard Perry é uma classe de fragatas construídas inicialmente para a Marinha dos Estados Unidos. Recebeu seu nome em honra ao comodoro Oliver Hazard Perry, o herói da Batalha do Lago Erie. Desenhadas na década de 1970, deveria ser um navio de escolta de multipropósito, barato de se construir e manter, além de ser de fácil produção para substituir os obsoletos contratorpedeiros que estavam na ativa desde a Segunda Guerra Mundial e também para complementar a classe de fragatas Knox. No geral, o plano "frota alta baixa" do almirante Elmo Zumwalt, estas fragatas foram os navios de baixa capacidade com os da Classe Spruance como os navios de alta capacidade. Destinando-se a proteger forças de desembarque anfíbias, substituir e repor grupos de batalha navais e comboios mercantes de porta-aviões e submarinos, eles também eram uma parte importante dos grupos de ação centrados nos couraçados e grupos de batalha dos porta-aviões. Cerca de 55 destas fragatas foram construídas nos Estados Unidos: 51 para a marinha norte-americana e outros quatro para a Marinha Real Australiana. Além disso, outras oito embarcações foram construídas sob licença em Taiwan, seis na Espanha e dois na Austrália para suas próprias marinhas. A partir da década de 1990, os Estados Unidos começou a se desfazer das embarcações desta classe, muito devido a defasagem tecnológica, vendendo-os ou doando-os para nações aliadas Barém, Egito, Polônia, Paquistão, Taiwan e Turquia.
Os primeiros dos 51 navios da Classe Oliver Hazard Perry construídos para a marinha dos Estados Unidos entraram em serviço em 1977 e o último, o USS Simpson, foi descomissionado em setembro de 2015. As embarcações aposentadas foram colocadas na reserva ou vendidas para nações aliadas. Algumas destas fragatas, como o USS Duncan (14,6 anos de serviço) tiveram carreiras bem curtas, enquanto outras ficaram mais de 30 anos no serviço ativo, com algumas passando dos quarenta anos em atividade em marinhas de países aliados.

## Especificações
- Armamento:
  - 1 ou 2 × helicópteros anti-navio e anti-submarino (SH-2 Seasprite na versão casco reduzido e SH-60 Seahawk LAMPS III na versão casco longo)
  - 1 × lançador de mísseis Mk 13 capaz de suportar mísseis SM-1MR e Harpoon. Esta característica foi removida dos navios norte-americanos em 2003, devido à descontinuação do míssil SM-1
  - 2 × tubos triplos de torpedos antissubmarino Mark 32 para torpedos Mark 46 e Mark 50
  - 1 × canhão Otobreda de 76mm
  - 1 × Phalanx CIWS de 20 mm
  - 1 × MK38 Mod 2 de 25 mm (em substituição do lançador MK13)
  - 8 × Hsiung Feng II SSM (apenas nas unidades Tailandeses)

## Fragatas da classe Oliver Hazard Perry

### Navios da classe nosEstados Unidos
| Lista dos navios na Marinha dos Estados Unidos | Lista dos navios na Marinha dos Estados Unidos         | Lista dos navios na Marinha dos Estados Unidos | Lista dos navios na Marinha dos Estados Unidos                                                      |
| Nº na amura                                    | Nome                                                   | Estaleiro                                      | Estado                                                                                              |
| ---------------------------------------------- | ------------------------------------------------------ | ---------------------------------------------- | --------------------------------------------------------------------------------------------------- |
| FFG-7                                          | USS Oliver Hazard Perry                                | Bath Ironworks                                 | Enviada para desmanche em 21 de abril de 2006                                                       |
| FFG-8                                          | USS McInerney                                          | Bath Ironworks                                 | Transferida para o Paquistão renomeada como PNS Alamgir (F-260)                                     |
| FFG-9                                          | USS Wadsworth                                          | Todd Pacific, San Pedro                        | Transferido para a Polónia como ORP Gen. T. Kościuszko (273)                                        |
| FFG-10                                         | USS Duncan                                             | Tood Pacific, Seattle                          | Transferido para a Turquia                                                                          |
| FFG-11                                         | USS Clark                                              | Bath Ironworks                                 | Transferido para a Polónia como ORP Gen. K. Pułaski (272)                                           |
| FFG-12                                         | USS George Philip                                      | Todd Pacific, San Pedro                        | Descomissionado e posto a disposição em 24 de maio de 2004                                          |
| FFG-13                                         | USS Samuel Eliot Morison                               | Bath Iroworks                                  | Transferido para a Turquia como TCG Gokova (F 496)                                                  |
| FFG-14                                         | USS Sides                                              | Todd Pacific, San Pedro                        | Descomissionado e posto a disposição em 24 de maio de 2004                                          |
| FFG-15                                         | USS Estocin                                            | Bath Ironworks                                 | Transferido para a Turquia como TCG Goksu (F 497)                                                   |
| FFG-16                                         | USS Clifton Sprague                                    | Bath Ironworks                                 | Transferido para a Turquia como TCG Gaziantep (F 490)                                               |
| FFG-17/FFG01                                   | Construído para a Austrália como HMAS Adelaide         | Todd Pacific, Seattle                          | Disposto, afundado e transformado em recife de corais em 13 de abril de 2011                        |
| FFG-18/FFG02                                   | Construído para a Austrália como HMAS Canberra (FFG02) | Todd Pacific, Seattle                          | Disposto, afundado e transformado em recife de corais em 4 de outubro de 2009                       |
| FFG-19                                         | USS John A. Moore                                      | Todd Pacific, San Pedro                        | Transferido para a Turquia como TCG Gediz (F 495)                                                   |
| FFG-20                                         | USS Antrim                                             | Todd Pacific, Seattle                          | Transferido para a Turquia como TCG Gemlik (F 492)                                                  |
| FFG-21                                         | USS Flatley                                            | Bath Ironworks                                 | Transferido para a Turquia como TCG Giresun (F 491)                                                 |
| FFG-22                                         | USS Fahrion                                            | Todd Pacific, Seattle                          | Transferido para o Egito como Sharm El-Sheik (F 901)                                                |
| FFG-23                                         | USS Lewis B. Puller                                    | Todd Pacific, San Pedro                        | Transferido para o Egito como Toushka (F 906)                                                       |
| FFG-24                                         | USS Jack Williams                                      | Bath Iron Works                                | Transferido para o Barém como Sabha (90)                                                            |
| FFG-25                                         | USS Copeland                                           | Todd Pacific, San Pedro                        | Transferido para o Egito como Mubarak (F 911)                                                       |
| FFG-26                                         | USS Gallery                                            | Bath Iron Works                                | Transferido para o Egito como Taba (F 916)                                                          |
| FFG-27                                         | USS Mahlon S. Tisdale                                  | Todd Pacific, San pedro                        | Transferido para a Turquia como TCG Gokceada (F 494)                                                |
| FFG-28                                         | USS Boone                                              | Todd Pacific, Seattle                          | Descomissionado e colocado a disposição em 23 de fevereiro de 2012                                  |
| FFG-29                                         | USS Stephen W. Groves                                  | Bath Iron Works                                | Descomissionado e colocado a disposição em 24 de fevereiro de 2012                                  |
| FFG-30                                         | USS Reid                                               | Todd Pacific, San Pedro                        | Transferido para a Turquia como TCG Gelibolu (F 493)                                                |
| FFG-31                                         | USS Stark                                              | Todd Pacific, Seattle                          | Disposto para desmanche em 21 de junho de 2006                                                      |
| FFG-32                                         | USS John L. Hall                                       | Bath Iron Works                                | Descomissionado e colocado a disposição em 9 de março de 2012                                       |
| FFG-33                                         | USS Jarrett                                            | Todd Pacific, San Pedro                        | Descomissionado e colocado a disposição em 26 de maio de 2011                                       |
| FFG-34                                         | USS Aubrey Fitch                                       | Bath Iron Works                                | Disposto para desmanche em 19 de maio de 2005                                                       |
| FFG-35/FFG03                                   | Construído para a Austrália como HMAS Sydney (FFG03)   | Todd Pacific, Seattle                          | Descomissionado em 7 de novembro de 2015                                                            |
| FFG-36                                         | USS Underwood                                          | Bath Iron Works                                | Descomissionado e colocado a disposição em 8 de março de 2013                                       |
| FFG-37                                         | USS Crommelin                                          | Todd Pacific, Seattle                          | Descomissionado e colocado a disposição em 26 de outubro de 2012                                    |
| FFG-38                                         | USS Curts                                              | Todd Pacific, San Pedro                        | Descomissionado e colocado a disposição para venda à marinhas estrangeiras em 25 de janeiro de 2013 |
| FFG-39                                         | USS Doyle                                              | Bath Iron Works                                | Descomissionado e colocado a disposição em 29 de julho de 2011                                      |
| FFG-40                                         | USS Halyburton                                         | Todd Pacific, Seattle                          | Descomissionado 6 de setembro de 2014                                                               |
| FFG-41                                         | USS McClusky                                           | Todd Pacific, San Pedro                        | Descomissionado em janeiro de 2015                                                                  |
| FFG-42                                         | USS Klakring                                           | Bath Iron Works                                | Descomissionado e colocado a disposição para venda à marinhas estrangeiras em 22 de março de 2013   |
| FFG-43                                         | USS Thach                                              | Todd Pacific, San Pedro                        | Descomissionado e colocado a disposição para venda à marinhas estrangeiras em 1 de setembro de 2013 |
| FFG-44                                         | Construído para a Austrália como HMAS Darwin (FFG04)   | Todd Pacific, Seattle                          | Descomissionado em 9 de dezembro de 2017                                                            |
| FFG-45                                         | USS Dewert                                             | Bath Iron Works                                | Descomissionado e colocado a disposição para venda à marinhas estrangeiras em 4 de abril de 2014    |
| FFG-46                                         | USS Rentz                                              | Todd Pacific, San Pedro                        | Descomissionado e colocado a disposição para venda à marinhas estrangeiras em 9 de maio de 2014     |
| FFG-47                                         | USS Nicholas                                           | Bath Iron Works                                | Descomissionado e colocado a disposição em 17 de março de 2014                                      |
| FFG-48                                         | USS Vandegrift                                         | Todd Pacific, Seattle                          | Descomissionado em 19 de fevereiro de 2015                                                          |
| FFG-49                                         | USS Robert G. Bradley                                  | Bath Iron Works                                | Descomissionado e colocado a disposição para venda à marinhas estrangeiras em 28 de março de 2014   |
| FFG-50                                         | USS Taylor                                             | Bath Iron Works                                | Descomissionado em 8 de maio de 2015                                                                |
| FFG-51                                         | USS Gary                                               | Todd Pacific, San Pedro                        | Descomissionado em 5 de agosto de 2015                                                              |
| FFG-52                                         | USS Carr                                               | Todd Pacific, Seattle                          | Descomissionado e colocado a disposição para venda à marinhas estrangeiras em 13 de março de 2013   |
| FFG-53                                         | USS Hawes                                              | Bath Iron Works                                | Descomissionado e colocado a disposição em 10 de dezembro de 2010                                   |
| FFG-54                                         | USS Ford                                               | Todd Pacific, San Pedro                        | Descomissionado e colocado a disposição em 31 de outubro de 2013                                    |
| FFG-55                                         | USS Elrod                                              | Bath Iron Works                                | Descomissionado e colocado a disposição para venda à marinhas estrangeiras em 30 de janeiro de 2015 |
| FFG-56                                         | USS Simpson                                            | Bath Iron Works                                | Descomissionado em 29 de setembro de 2015                                                           |
| FFG-57                                         | USS Reuben James                                       | Todd Pacific, San Pedro                        | Descomissionado e colocado a disposição em 30 de agosto de 2013                                     |
| FFG-58                                         | USS Samuel B. Roberts                                  | Bath Iron Works                                | Descomissionado em 22 de maio de 2015                                                               |
| FFG-59                                         | USS Kauffman                                           | Bath Iron Works                                | Descomissionado em 18 de setembro de 2015                                                           |
| FFG-60                                         | USS Rodney M. Davis                                    | Todd Pacific, San Pedro                        | Descomissionado em 23 de janeiro de 2015, programando desmanche                                     |
| FFG-61                                         | USS Ingraham                                           | Todd Pacific, San Pedro                        | Descomissionado em 12 de novembro de 2014, desmanchado                                              |

### Navios da classe naAustrália
| Lista dos navios na Marinha Real Australiana | Lista dos navios na Marinha Real Australiana | Lista dos navios na Marinha Real Australiana        | Lista dos navios na Marinha Real Australiana |
| Nº na amura                                  | Nome                                         | Estaleiro                                           | Estado                                       |
| -------------------------------------------- | -------------------------------------------- | --------------------------------------------------- | -------------------------------------------- |
| FFG05                                        | HMAS Melbourne                               | Australian Marine Engineering Consolidated (AMECON) | Descomissionado em 26 de novembro de 2019    |
| FFG06                                        | HMAS Newcastle                               | Australian Marine Engineering Consolidated (AMECON) | Descomissionado em 26 de novembro de 2019    |

### Navios da classe naEspanha
| Lista dos navios na Armada Espanhola | Lista dos navios na Armada Espanhola | Lista dos navios na Armada Espanhola | Lista dos navios na Armada Espanhola |
| Nº na amura                          | Nome                                 | Estaleiro                            | Estado                               |
| ------------------------------------ | ------------------------------------ | ------------------------------------ | ------------------------------------ |
| F81                                  | Santa Maria                          | Bazan, Ferrol                        | Em atividade                         |
| F82                                  | Victoria                             | Bazan, Ferrol                        | Em atividade                         |
| F83                                  | Numancia                             | Bazan, Ferrol                        | Em atividade                         |
| F84                                  | Reina Sofia                          | Bazan, Ferrol                        | Em atividade                         |
| F85                                  | Navarra                              | Bazan, Ferrol                        | Em atividade                         |
| F86                                  | Canarias                             | Bazan, Ferrol                        | Em atividade                         |

### Navios da classe emTaiwan
| Lista dos navios na Marinha da República da China | Lista dos navios na Marinha da República da China | Lista dos navios na Marinha da República da China | Lista dos navios na Marinha da República da China |
| Nº na amura                                       | Nome                                              | Estaleiro                                         | Estado                                            |
| ------------------------------------------------- | ------------------------------------------------- | ------------------------------------------------- | ------------------------------------------------- |
| FFG-1101                                          | ROCS Cheung Kung                                  | China Shipbuilding                                | Em atividade                                      |
| FFG-1103                                          | ROCS Cheng Ho                                     | China Shipbuilding                                | Em atividade                                      |
| FFG-1105                                          | ROCS Chi Kuang                                    | China Shipbuilding                                | Em atividade                                      |
| FFG-1106                                          | ROCS Yueh Fei                                     | China Shipbuilding                                | Em atividade                                      |
| FFG-1107                                          | ROCS Tzu I                                        | China Shipbuilding                                | Em atividade                                      |
| FFG-1108                                          | ROCS Pan Chao                                     | China Shipbuilding                                | Em atividade                                      |
| FFG-1109                                          | ROCS Chang Chien                                  | China Shipbuilding                                | Em atividade                                      |
| FFG-1110                                          | ROCS Tian Dan                                     | China Shipbuilding                                | Em atividade                                      |

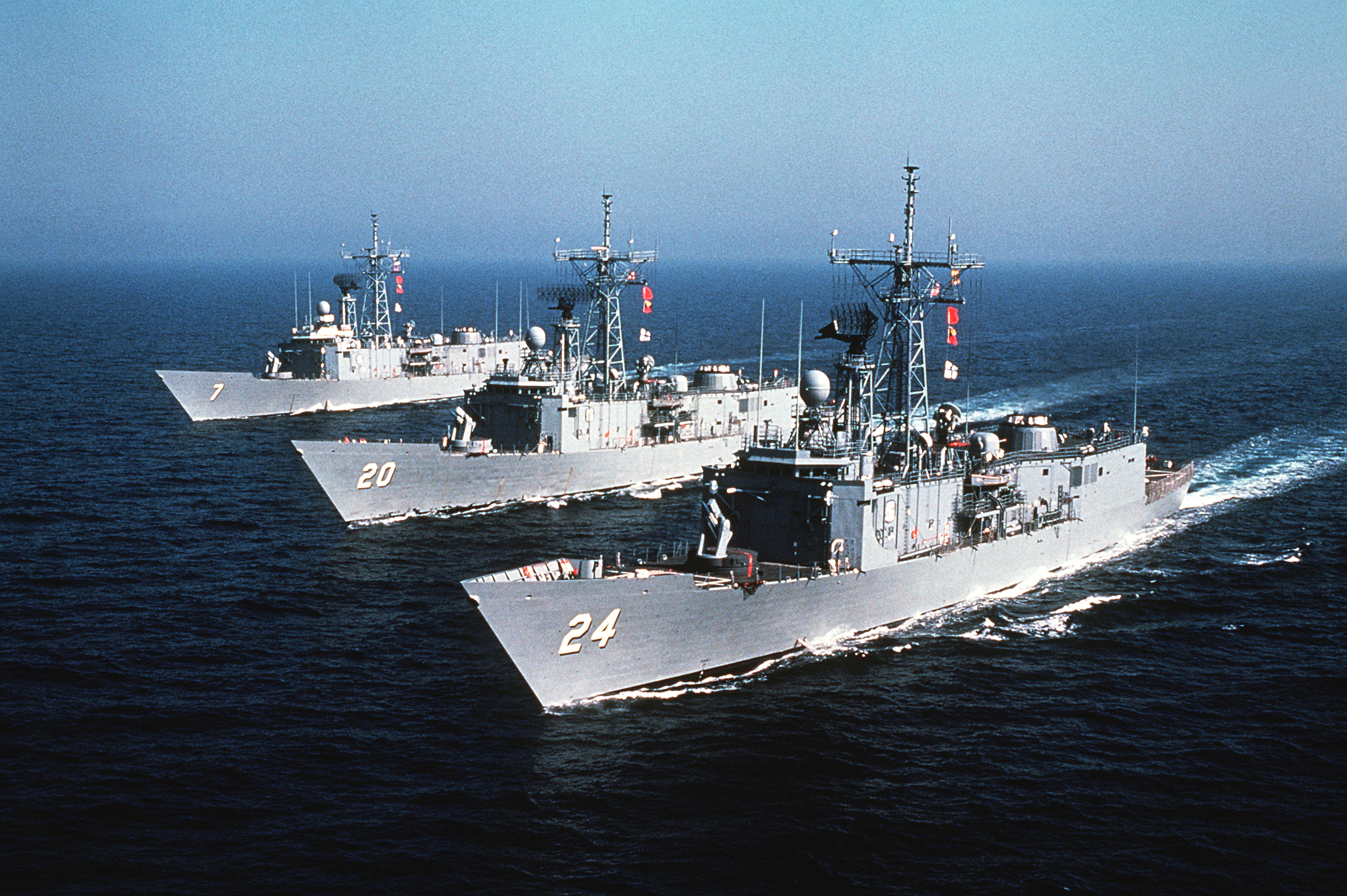
Navios da classe Oliver Hazard Perry.
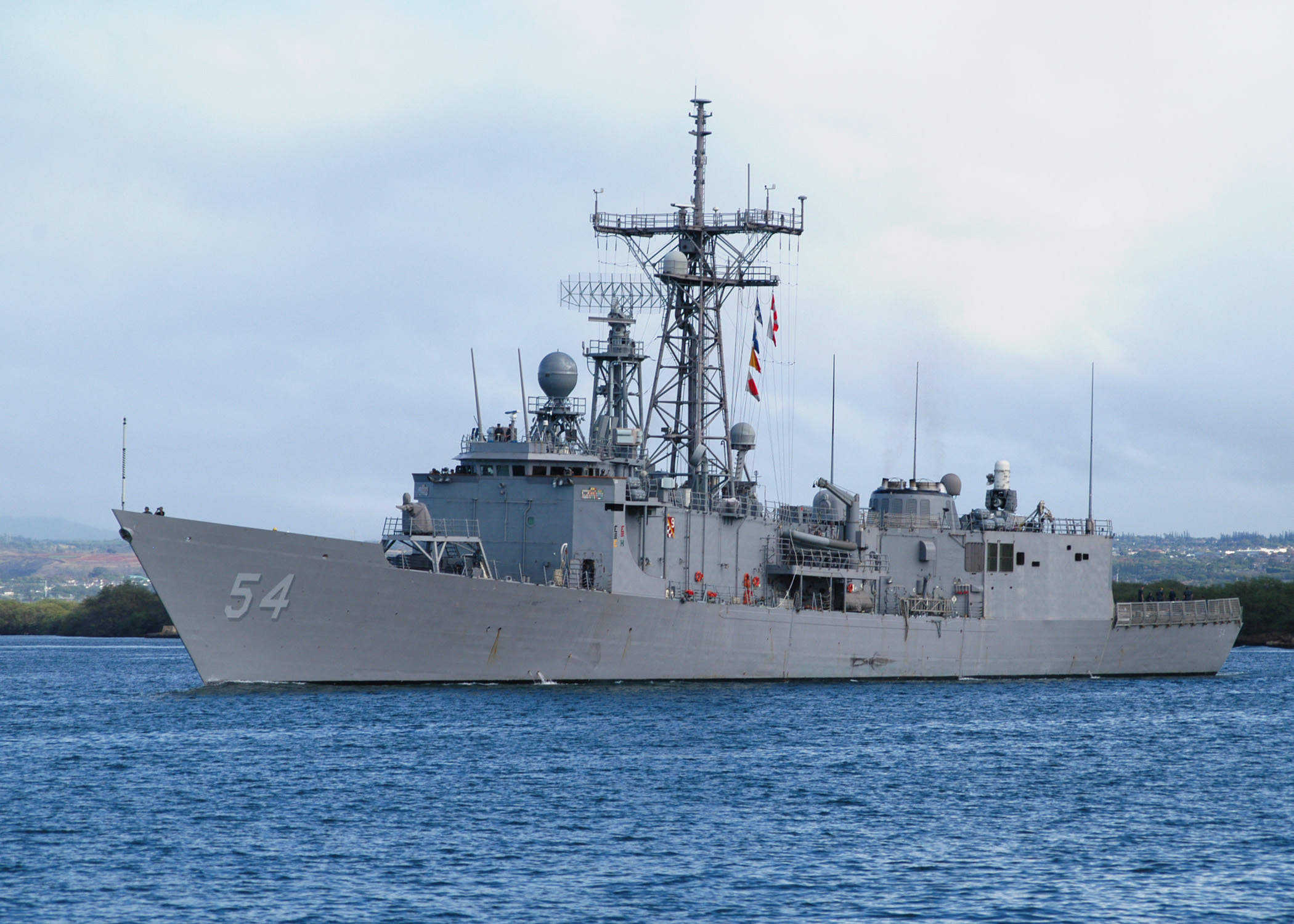
O USS Gary.
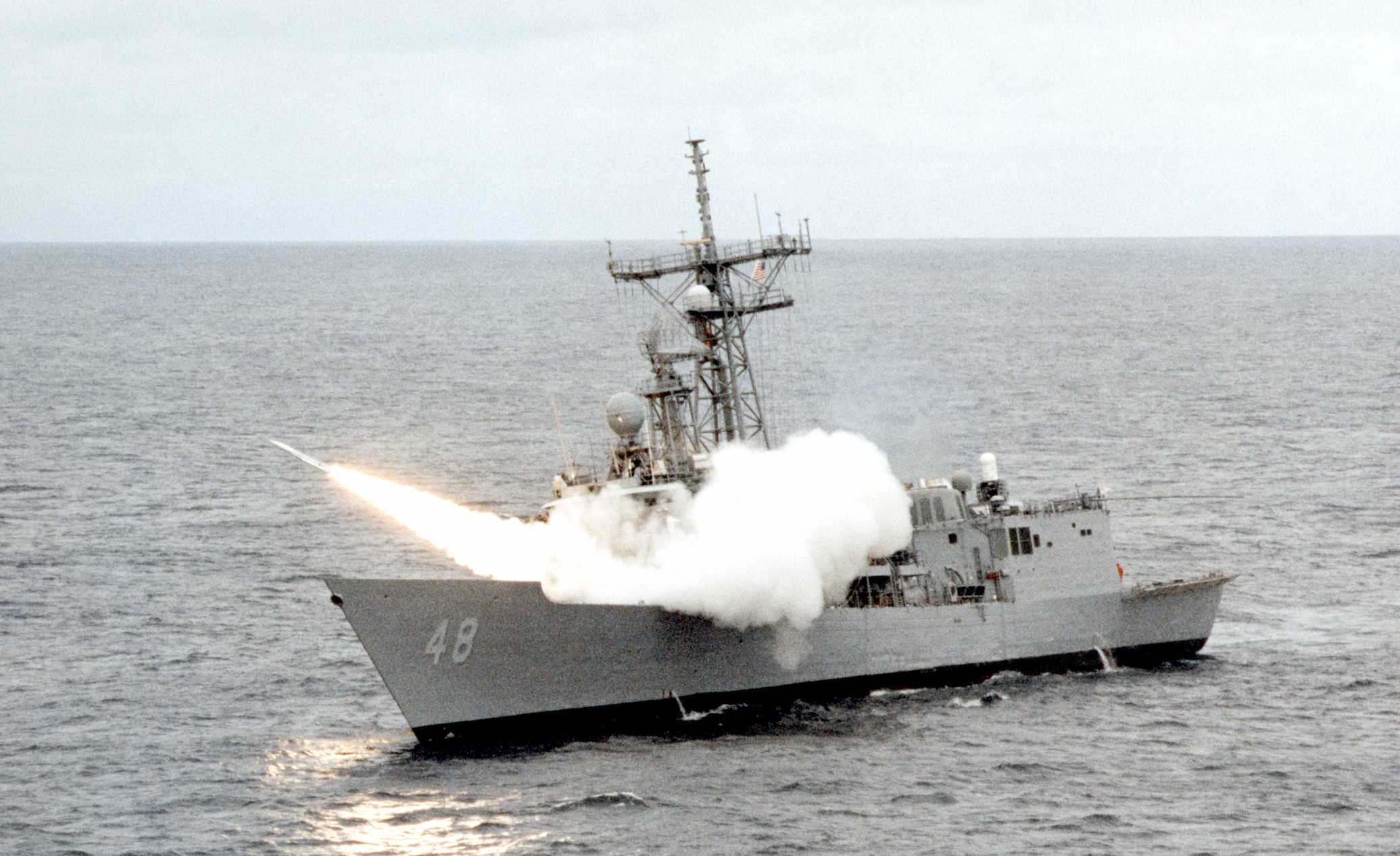
O USS Vandegrift disparando um míssil.
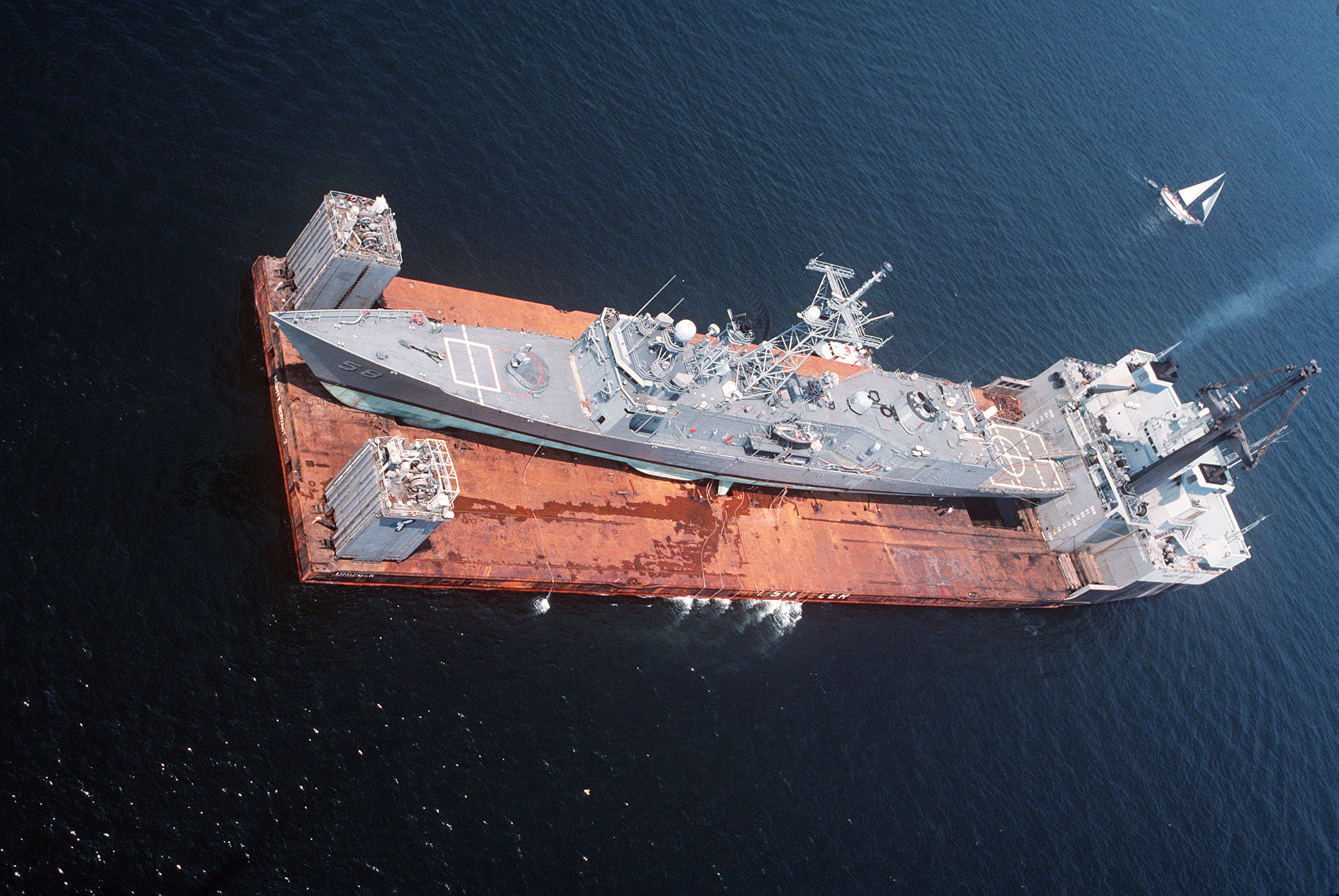
Danificada por uma mina, o USS Samuel B. Roberts é transportado pelo semi-subversível Mighty Servant 2 para Newport, Rhode Island.